# Liste der Baudenkmale in Groß Godems
In der Liste der Baudenkmale in Groß Godems sind alle Baudenkmale der Gemeinde Groß Godems (Landkreis Ludwigslust-Parchim) und ihrer Ortsteile aufgelistet (Stand: Januar 2021).

## Groß Godems
| ID | Lage                           | Bezeichnung             | Beschreibung | Bild                    |
| -- | ------------------------------ | ----------------------- | ------------ | ----------------------- |
|    | (Karte)                        | Kirche mit Glockenstuhl |              | Kirche mit Glockenstuhl |
|    | auf dem neuen Friedhof (Karte) | Kriegerdenkmal 1914/18  |              |                         |
|    | auf dem neuen Friedhof         | Kriegerdenkmal 1939/45  |              |                         |
|    | im Wald                        | Meilenstein             |              |                         |
|    | Parchimer Straße 11 (Karte)    | Büdnerei                |              |                         |